# Rabadan
Il Rabadan è il carnevale più importante del Canton Ticino ed ha luogo ogni anno nel centro storico della città di Bellinzona. Unitamente ai carnevali di Basilea e di Lucerna, il Rabadan è una delle più importanti manifestazioni carnascialesche in Svizzera. Dall'edizione 2013 (150ª edizione) il carnevale di Bellinzona è gemellato con quello di Basilea.

## Origine del nome
Il nome del carnevale Rabadan deriva dalla lingua lombarda. Nel IV tomo del Vocabolario milanese-italiano di Francesco Cherubini, pubblicato nel 1843, la voce Rabbadàn o Rabbadan (il raddoppio consonantico in milanese è puramente ortografico) significa "Chiassata, Romorìo, Baccano, Diavoleto". Sempre Cherubini avvisa come i provenzali "chiamano Roumadan il chiasso che fanno i gatti di notte”. Similmente a queste definizioni, anche il vocabolario di Giuseppe Banfi del 1870 indica come significato del termine quello di "frastuono".
Una paretimologia mette in connessione il vocabolo con la islamica del Ramadan, il mese in cui il calendario islamico prevede un mese di digiuno e preghiera durante tutte le ore del giorno, mentre al calar del sole i fedeli possono dedicarsi al cibo in un ambiente di festa e canti. Secondo questa ipotesi, i crociati provenienti dall'Italia settentrionale sarebbero rimasti colpiti da tali riti serali e avrebbero quindi cominciato a chiamare Rabadan ciò che concerneva il baccano e i bagordi. In maniera traslata, il termine Rabadan indica anche un uomo mal ridotto e a cui mancano le forze, come appunto una persona che digiuna. 
Nel XIX secolo alcuni proposero di cambiare il nome tradizionale della manifestazione. Nel 1871 venne proposto di utilizzare “Valigia delle Indie” quale nome del carnevale, in quanto Rabadan era ritenuto da alcuni un termine troppo plebeo. Nell'intenzione di scongiurare un cambio di nome, nello stesso anno Luigi Borgomainerio e il poeta milanese Ettore Mangili, fondarono un giornale carnascialesco chiamato proprio Rabadan. Secondo la tradizione, questo fatto sancisce la prima apparizione ufficiale del nome Rabadan. 

## Storia del Rabadan
Il carnevale di Bellinzona nacque il 7 febbraio 1862 con la Società dell'osso, che con il suo comitato si prefiggeva di creare allegria tramite un programma di eventi gratuiti. Parte della popolazione bellinzonese criticò però fortemente questa società, ritenendo inaccettabile la pratica di schernire le persone sulla base delle loro caratteristiche fisiche. La protesta e le critiche mosse al primo carnevale bellinzonese non riscossero però grandi consensi, complice anche il fatto che il dibattito politico nella Bellinzona era monopolizzato dalla discussione circa il luogo su cui edificare la nuova stazione ferroviaria.
Due anni dopo, nel 1864, il veglione di carnevale non ebbe grande successo. L'allegria che stava per invadere le vie della città venne infatti smorzata dal governo cantonale (che in quel periodo aveva la propria sede a Lugano) il quale, poche settimane prima dell'inizio dei festeggiamenti, ordinò l'arresto di sette bellinzonesi a seguito di un tafferuglio scoppiato al Teatro Sociale. Il municipio cittadino, unitamente ai propri cittadini, si dichiarò contrario al provvedimento assunto dal governo ticinese, ma questo non cambiò l'esito della decisione cantonale. Il 12 febbraio dello stesso anno vi fu inoltre la morte del sindaco Giovanni Mariotti, fatto questo che minò ulteriormente la buona riuscita del carnevale. Nel 1865 furono invece organizzati dei giochi goliardici e vennero distribuiti risotto e salsicce preparati da un gruppo di cuochi al termine della loro personalissima sfilata. Durante il pranzo suonò la banda cittadina ed alla sera venne pure proposto uno spettacolo pirotecnico.
La svolta arrivò nel 1874, quando furono terminati i lavori di costruzione del Viale Stazione, la cui ampiezza divenne ideale per garantire il passaggio dei carri di carnevale. A ciò si aggiunse la fondazione della Società Rabadan, un'organizzazione con uno stampo maggiormente professionale rispetto al passato. Negli anni successivi, complici alcuni disguidi e problemi organizzativi, il Rabadan non fu tuttavia celebrato in grande stile. Questo fino al 1880, anno nel quale vennero organizzate serate danzanti in un'apposita struttura costruita per l'occasione in Piazza San Rocco. Durante l'ultima serata del carnevale, la struttura accolse anche i membri del Consiglio di Stato ticinese,che la raggiunsero dopo aver cenato in un albergo della Turrita ed aver assistito a uno spettacolo al Teatro Sociale.
 Durante quel periodo prese inoltre piede l'idea del "divertirsi beneficando" e fu deciso che gli utili guadagnati durante tutta la manifestazione venissero devoluti in beneficenza.
A causa della rivalità tra il nord ed il sud di Bellinzona, nel 1885 fu fondata la Società carnevalesca del Nord. I maggiori motivi di screzio non riguardavano tanto questioni carnascialesche, bensì le diverse opinioni circa il luogo in cui era stata costruita la stazione ferroviaria. Dopo un primo accordo nel 1888, la tregua tra la Società carnevalesca del Nord e la Società Rabadan si interruppe già nel 1893, anno nel quale le due entità si distribuirono porzioni di risotto in due diverse piazze cittadine. La Società carnevalesca del Nord scelse Piazza del Sole, mentre la Società Rabadan rimase fedele a Piazza San Rocco. Nel 1895 la stessa Società Rabadan organizzò una risottata sia in Piazza San Rocco, sia in Piazza Collegiata, un atto mirato a dimostrare la propria supremazia nei confronti della società avversaria, la quale distribuì il risotto solamente in piazza del Sole.
Con l'inizio del Novecento il Teatro Sociale iniziò a perdere la sua importanza quale luogo di ritrovo durante il carnevale. Il pubblico iniziò infatti a recarsi maggiormente negli esercizi pubblici del centro cittadino, dove venivano organizzate cene con ricchi menu e feste danzanti.
Nonostante ciò, per festeggiare il 25º anniversario del Rabadan, nel 1906 il Teatro Sociale ospitò uno spettacolo comico-musicale che ironizzava sul conflitto tra le due società che organizzavano il carnevale. Non mancarono inoltre la sfilata dei carri, gare e giochi di vario tipo e il tradizionale risotto servito nelle piazze cittadine.
Dopo gli sfarzosi bagordi della 25ª edizione, il carnevale di Bellinzona visse una fase di declino, a seguito della quale nacque a Giubiasco, il 10 luglio 1910, la società Rabadan II. Quest'ultima portò proprio a Giubiasco la sfilata dei carri e gli altri avvenimenti legati al carnevale, come ad esempio la corsa degli asini. Il periodo negativo del Rabadan si acutizzò inoltre a causa della riduzione delle vacanze concesse agli impiegati della ferrovia, a cui non fu più garantita la possibilità di festeggiare il carnevale, e dallo scoppio della prima guerra mondiale. Seppur non senza polemiche riguardo al difficile contesto economico, dal 1922 il Rabadan riprese ad essere una manifestazione allegra e in grado di attirare molte persone. Nell'edizione del 1930 ben 10'000 persone accorsero sui marciapiedi di Viale Stazione per assistere alla sfilata di ben 21 carri allegorici, tra i quali comparve anche una satira sul finto nativo americano Tawanna Ray.
Il carnevale Rabadan proseguì così tra alti e bassi fino allo scoppio della seconda guerra mondiale. In questo periodo la manifestazione visse un altro periodo di crisi dovuto alle conseguenze del conflitto, come ad esempio il razionamento delle provviste e la mobilitazione generale a difesa dei confini svizzeri. Questo ennesimo momento di difficoltà durò fino al 1947, anno in cui la tradizione del Rabadan venne ripresa. L'edizione del 1954 vide l'ascesa al trono del re Primo Beltraminelli, il quale ricoprì la carica di monarca per ben 34 anni, un record finora imbattuto. Nel 1958 nacque invece a Bellinzona la prima Guggenmusik del Canton Ticino, che assunse il nome di Ciod Stonaa (letteralmente “chiodi stonati”, dal soprannome “ciod” legato ai cittadini di Bellinzona). I fondatori della guggenmusik furono Otto Schwarz ed Emilio Imperatori con l'ausilio di alcuni musicisti provenienti da Lucerna, dove la tradizione delle guggen era ben più radicata.
Nel 1964 il Rabadan raggiunse il secolo di esistenza e festeggiando il traguardo con una sfilata che coinvolse oltre 40 gruppi e carri. Dal centenario in avanti, il carnevale della Turrita cominciò a incamerare una costante crescita del numero dei partecipanti, consolidandosi quindi definitivamente come una delle più importanti manifestazioni del Canton Ticino. Nel 2013 il Rabadan è giunto alla sua 150ª edizione, festeggiata in grande stile anche grazie alla cerimonia d'apertura ideata da Daniele Finzi Pasca.

## Il Rabadan moderno

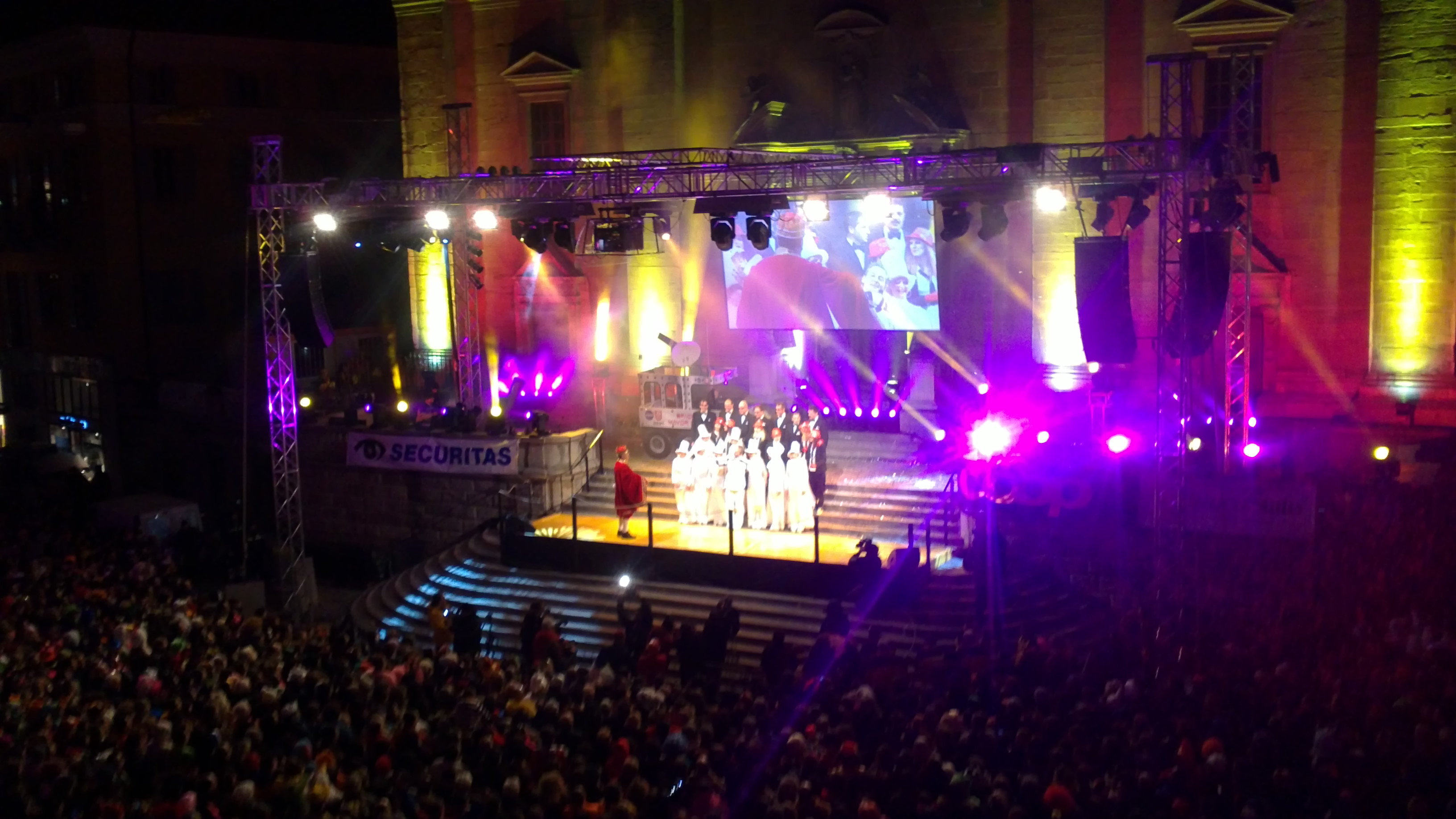
Cerimonia d'apertura giovedì 16 febbraio 2012

Il carnevale di Bellinzona si apre ogni anno il giovedì grasso, per concludersi martedì grasso. Durante questi giorni di festa, nella capitale ticinese si susseguono vari eventi, come la sfilata dei bambini delle scuole elementari il venerdì pomeriggio, delle guggen il sabato pomeriggio e quella dei carri e dei gruppi la domenica pomeriggio. Non mancano inoltre appuntamenti come la cosiddetta città dei bambini il lunedì pomeriggio, il tiro alla fune la sera stessa, la distribuzione di risotto e luganighe martedì a pranzo e la visita alle case anziani cittadine da parte della corte di Re Rabadan.
Al termine della 150ª edizione del Rabadan, svoltasi dal 7 al 12 febbraio 2013, Dante Pesciallo ha rassegnato le dimissioni dal ruolo di Re. Nel corso della cerimonia di apertura della 151ª edizione del Rabadan, il comitato della Società Rabadan ha quindi affidato questa importante carica a Renato Dotta. Il ruolo di Regina è attualmente ricoperto da Elisa Ghelmini.

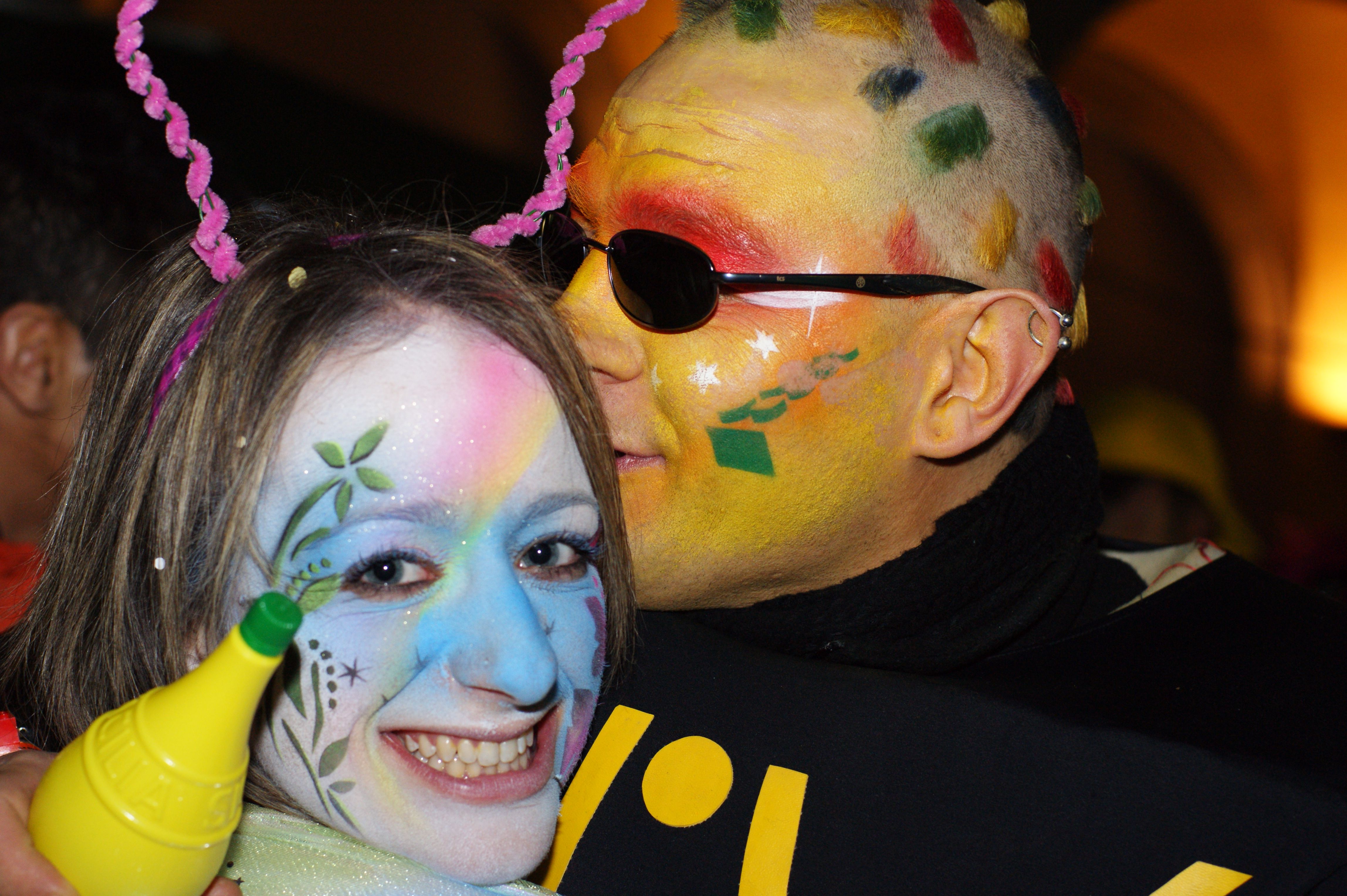
Frequentatori del Rabadan - HLiR

In virtù delle restrizioni adottate in seguito alla pandemia da Covid-19, le edizioni 2021 e 2022 non si sono svolte. Nel 2022 il carnevale "ufficiale" è però stato sostituito dalla manifestazione Rababar, gioco di parole tra il nome "Rabadan" e la parola "Bar". In tale occasione molti ticinesi si sono così ugualmente ritrovati a festeggiare per i bar e le strade di Bellinzona anziché nei capannoni della cosiddetta "Città del Carnevale". Nel 2023, scadute le principali misure sanitarie, il Rabadan è stato nuovamente organizzato secondo il tradizionale programma.